# Cot Moniku Abo
Cot Moniku Abo är en kulle i Indonesien.   Den ligger i provinsen Aceh, i den västra delen av landet, 1 800 km nordväst om huvudstaden Jakarta. Toppen på Cot Moniku Abo är 230 meter över havet.
Terrängen runt Cot Moniku Abo är varierad.Runt Cot Moniku Abo är det tätbefolkat, med 276 invånare per kvadratkilometer. Närmaste större samhälle är Banda Aceh, 15,8 km norr om Cot Moniku Abo. Omgivningarna runt Cot Moniku Abo är en mosaik av jordbruksmark och naturlig växtlighet.